# Megara (miasto)
Megara (gr. Μέγαρα) – miasto w Grecji, w administracji zdecentralizowanej Attyka, w regionie Attyka, w jednostce regionalnej Attyka Zachodnia. Siedziba gminy Megara. W 2011 roku liczyło 23 456 mieszkańców.
Położone na wybrzeżu Morza Egejskiego, na przesmyku Megara, przy drogach i autostradzie wiodących z Aten do Koryntu, z trzech stron otoczone górami, z czwartej strony morzem.
W mieście rozwinął się przemysł metalowy, winiarski oraz olejarski.

## Historia
Miasto powstało w starożytności, a do dziś przetrwały jego ruiny. Polis Megara zbudowane było na nagich skałach wapiennych. Poniżej rozciągała się równinna kraina nazywana Megarydą, obfitująca w winnice i gaje oliwne. W starożytności miała duże znaczenie strategiczne, ponieważ wiódł przez nią szlak z Beocji na Peloponez. Niewielkie porty znajdowały się na obu wybrzeżach Megarydy: w Zatoce Sarońskiej oraz Korynckiej.
Około lat osiemdziesiątych XI wieku p.n.e. Megaryda została zasiedlona przez Dorów, którzy przybywali z Koryntii, Messenii oraz innych doryckich części Peloponezu. Dorowie zamieszkiwali Megarydę skupieni w pięciu niezależnych wsiach; natomiast ludność niedorycką zamienili w poddanych. Około 750 r. p.n.e. z pięciu wsi utworzono jedno polis – Megarę.
W sąsiadującym zboczu górskim mieszkańcy Megary wskazują głęboką jaskinię, którą, ich zdaniem, bogini Demeter udawała się do Hadesu. Było to też jedno z niewielu miejsc kultu bogini nocy Nyks.